# Vackerkullen
Vackerkullen är ett naturreservat i Åsele kommun i Västerbottens län.
Området är naturskyddat sedan 2016 och är 85 hektar stort. Reservatet omfattar sydvästsluttningen av Vackerkullen. Reservatet består av urskogsartade granskogar.